# Рыжик бурачковый
Рыжик бурачковый, или Рыжик льновый (лат. Camelina alyssum) — однолетнее травянистое растение семейства Капустные (Brassicaceae), распространенное в северо-атлантическом поясе Европы.

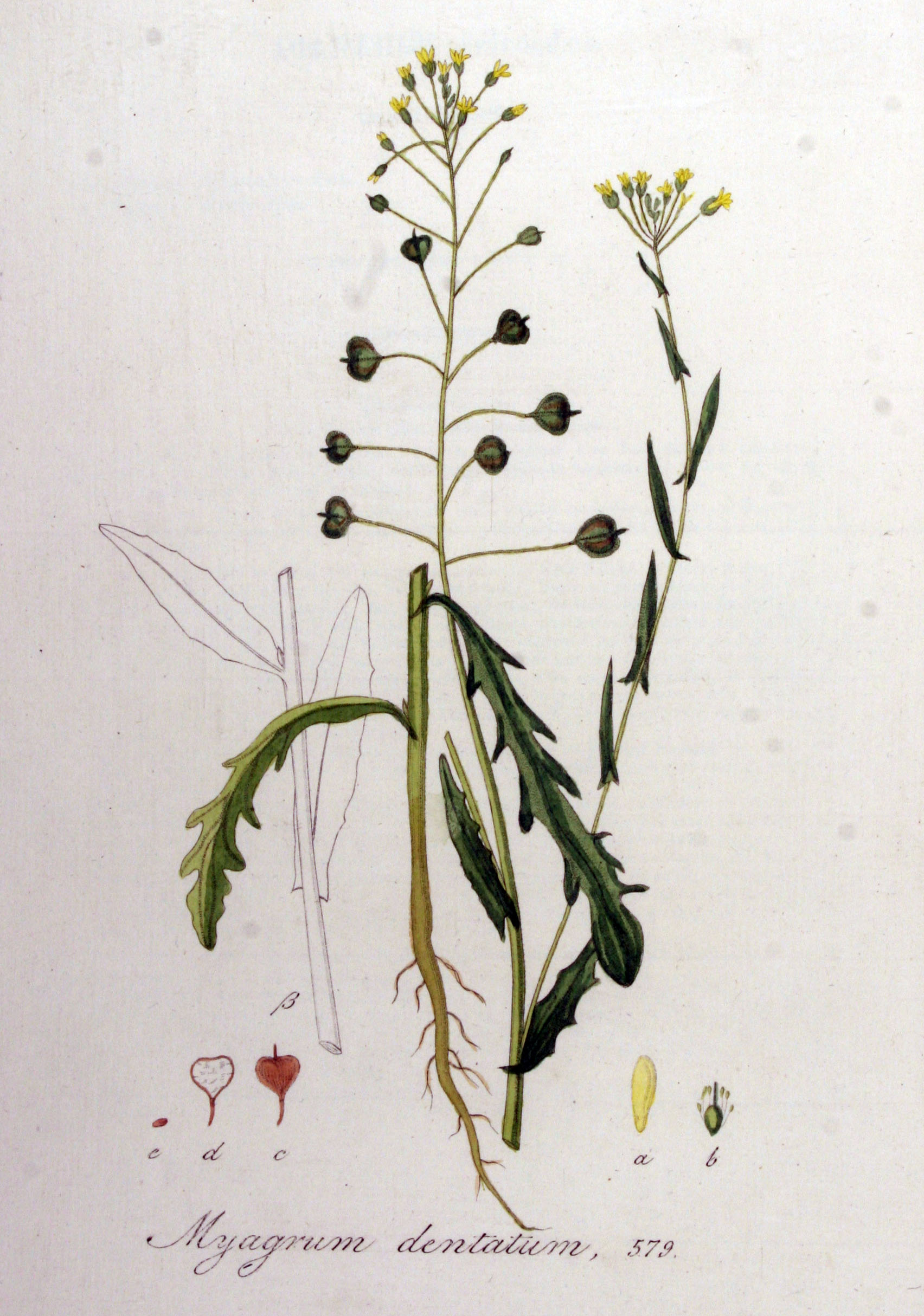

## Ботаническое описание[2][3]
Однолетнее травянистое растение желтовато-зелёной окраски, практически голое с крошечными единичными разветвленными волосками.
Стебли высотой 30–80 см, тонкие, маловетвистые.
Листья немногочисленные, редко расположенные, тонкие, нежные. Край листа с глубокими зубцами или долями. У подвида рыжик крупноплодный практически ровный.
Чашелистики продолговато-ланцетные, 3–4 мм длиной. Лепестки желтовато-белые, длиной 5–6 мм, шириной около 1,5 мм, с ноготком.
Плоды — немногочисленные крупные стручочки с притупленной верхушкой и узкой оторочкой 9–12 мм длиной и 5–7 мм шириной. Створки тонкие, на длинных цветоножках, сильно отклоненных от стебля. 
Семена примерно 3 × 1,5 мм.
Хромосомное число 2n = 40.

## Распространение и экология[2]
Природный ареал охватывает Скандинавию, Центральную Европу, Атлантический регион Европы. В России встречается в Европейской части.
Быстрорастущий ранний яровой однолетник. Цветение с мая.

## Значение и применение
Сорное растение. Ранее обильно засорял посевы льна-долгунца из-за чего и получил название рыжика льнового (в настоящее время это - устаревший синоним).

## Классификация

### Таксономия[4]
Camelina alyssum Thell., 1906, Verz. Sam. Fruchte Bot. Gart. Zurich 1906: 10
Вид Рыжик бурачковый относится к роду Рыжик (Camelina) семейства Капустные (Brassicaceae) порядка Капустоцветные (Brassicales). Кладограмма в соответствии с Системой APG IV по состоянию на июнь 2023 года:
|  |                                      |  |                                   |                                   |                     |  | ещё 16 семейств | ещё 16 семейств |                  |  |          |  | еще 7 подтвержденных видов и 5 видов, ожидающий подтверждения | еще 7 подтвержденных видов и 5 видов, ожидающий подтверждения |  |
|  |                                      |  |                                   |                                   |                     |  | ещё 16 семейств | ещё 16 семейств |                  |  |          |  | еще 7 подтвержденных видов и 5 видов, ожидающий подтверждения | еще 7 подтвержденных видов и 5 видов, ожидающий подтверждения |  |
|  |                                      |  |                                   | порядок Капустоцветные            |                     |  |                 |                 | род Рыжик        |  |          |  |                                                               |                                                               |  |
|  |                                      |  |                                   | порядок Капустоцветные            |                     |  |                 |                 | род Рыжик        |  | 1 подвид |  |                                                               |                                                               |  |
|  | отдел Цветковые, или Покрытосеменные |  |                                   |                                   | семейство Капустные |  |                 |                 | Рыжик бурачковый |  |          |  |                                                               |                                                               |  |
|  | отдел Цветковые, или Покрытосеменные |  |                                   |                                   |                     |  |                 |                 |                  |  |          |  |                                                               |                                                               |  |
|  |                                      |  | ещё 63 порядка цветковых растений | ещё 63 порядка цветковых растений |                     |  |                 | ещё 354 рода    | ещё 354 рода     |  |          |  |                                                               |                                                               |  |
|  |                                      |  |                                   | ещё 63 порядка цветковых растений |                     |  |                 |                 | ещё 354 рода     |  |          |  |                                                               |                                                               |  |

### Синонимы
- Camelina alyssum subsp. alyssum  –
- Camelina ambigua  Foucaud  &  Rouy
- Camelina dentata  Pers.
- Camelina foetida  (Schrank)  Fr.
- Camelina linicola  K.F.Schimp.  &  Spenn.
- Camelina parodii  Ibarra  &  La Porte
- Camelina pinnatifida  Hornem.
- Camelina sativa subsp. alyssum  (Mill.)  Hegi  &  Em.Schmid
- Camelina sativa subsp. alyssum  (Mill.)  Em.Schmid
- Camelina sativa subsp. linicola  (Schimp.  &  Spenn.)  N.W.Zinger
- Camelina sativa subsp. linicola  N.Zing.
- Camelina sativa var. dentata  (Willd.)  Ibarra  &  La Porte
- Camelina sativa var. sublinicola  N.W.Zinger
- Cochlearia foetida  Schrank
- Crucifera linicola  E.H.L.Krause
- Myagrum alyssum  Mill.
- Myagrum alyssum  Mueller, Johann Sebastian
- Myagrum bauhini  C.C.Gmel.
- Myagrum dentatum  Willd.
- Myagrum foetidum  J.P.Bergeret